# SBS 특집 드라마
SBS 특집 드라마는 명절이나 특정한 기간으로 지정된 날이나 달을 기념하기 위해 부정기적으로 편성·방영되는 드라마이다.

## 작품 리스트
|  | - 아래의 텔레비전 드라마 중 2002년 11월 이후에 시청 가능 연령을 표시하는 드라마 등급 제도를 의무적으로 시행하고 있습니다. - 2017년 3월 1일부터 TV 프로그램 등급 표시 외에 주제, 폭력성, 선정성, 언어, 모방 위험 등 분류 사유 표시를 의무적으로 시행하고 있습니다. |

### 1990년대

#### 1991
- 《고래의 꿈》 : 12.9 (개국 특집)
- 《미늘》 : 12.12 (개국 특집)
- 《길》 : 12.15 (2부작 개국 특집)

#### 1992
- 《다시 열리는 세월》 : 1.1~2 (신년 특집)
- 《청실홍실》 : 2.4 (2부작 설날 특집)
- 《마록열전》 : 8.14~16 (광복절 특집)
- 《파란 눈의 며느리》 : 9.10 (추석 특집)
- 《어디로 가나》 : 11.13 (3부작 창사 특집)

#### 1993
- 《닭이 울어야 새벽이》 : 1.23 (설날 특집)
- 《소망》 : 8.15 (2부작 광복 특집)
- 《왔습니다》 : 9.30 (2부작 추석 특집)
- 《촛불켜는 사람들》 : 11.12 (창사 특집)

#### 1994
- 《모래내에서 생긴 일》 : 2.9~10 (설날 특집)
- 《따뜻한 손》 : 5.5 (가정의 날  2부작 특집)
- 《Y의 비극》 : 7.29 (2부작 특집 추리)
- 《아끼코의 꽃신》 : 8.14 (2부작 광복 특집)
- 《이수일과 심순애》 : 9.20 (추석 특집)
- 《아리랑》 : 9.21 (추석 특집)
- 《그들만의 산타》 : 12.29 (2부작 성탄 특집)

#### 1995
- 《이웃 사촌》 : 1.30~31 (2부작 설날 특집)
- 《꿈꾸는 초인》 : 3.1 (2부작 3.1절 특집)
- 《홀로된다는 것은》 : 5.15 (2부작 특집)
- 《냉동인간》 : 8.5 (2부작 납량 특집)
- 《국화와 칼》 : 8.15 (2부작 광복 특집)
- 《인생》 : 11.14 (3부작 창사 특집)

#### 1996
- 《곰탕》 : 2.19 (2부작 설날 특집)
- 《안중근》 : 3.1 (3부작 3·1절 특집)
- 《아까딴유》 : 5.14 (2부작 특집)
- 《구하리의 전쟁》 : 6.25 (2부작 6·25 특집)
- 《무슨 말을 하랴》 : 9.26 (2부작 추석 특집)
- 《가을 소나타》 : 11.14 (창사기획 3부작 특집)

#### 1997
- 《불타는 노을》 : 1.1 (신년특집 2부작 특집)
- 《혼자 밥먹는 여자》 : 5.14 (민영 TV의 날 특집 2부작)
- 《설촌별곡》 : 6.25 (2부작 6·25 특집드라마)
- 《약속》 : 9.15 (2부작 추석 특집)
- 《인생》 : 10.13~14 (앙코르 특집드라마)[1]
- 《새끼》 : 11.15 (2부작 창사 특집)

#### 1998
- 《아주 특별한 여행》 : 1.30 (2부작 설날 특집)
- 《어느날 갑자기》 : 8.3~4 (2부작 납량 특집)
- 《휘파람 소리》 : 8.10~11 (2부작 납량 특집)
- 《성형미인》 : 8.17~18 (2부작 납량 특집)
- 《공포의 눈동자》 : 8.24~25 (2부작 납량 특집)
- 《님의 침묵》 : 10.1 (국군의 날 특집)
- 《짬뽕아리랑》 : 10.6 (추석 특집)

#### 1999
- 《파도 위의 집》 : 1.6~14 (2부작 특집)
- 《내 사랑 한지순》 : 2.17 (2부작 설날 특집)
- 《반달끼리 만나서》 : 9.25 (2부작 추석 특집)
- 《아들아 너는 아느냐》 : 11.14 (3부작 창사 특집)

### 2000년대

#### 2000
- 《아들아 너는 아느냐》 : 2.4 (앙코르 창사 특집)
- 《백정의 딸》 : 2.6 (2부작 설날 특집)
- 《자전거를 탄 남자》 : 10.1 (2부작 특집)
- 《그녀를 보라》 : 10.24 (2부작 특집)
- 《빗물처럼》 : 11.12 (2부작 창사 특집)
- 《은사시나무》 : 11.14 (3부작 창사 특집)

#### 2001
- 《용띠개띠》 : 1.1 (신년 특집)
- 《먼길》 : 1.21 (설날 특집)
- 《이등병의 꿈》 : 9.25 (국군의 날 특집)
- 《누군가 그리울 때》 : 10.2 (추석 특집)
- 《엄마를 찾습니다》 : 10.3 (추석 특집)
- 《짧은 만남 긴 이별》 : 11.14 (창사 특집)
- 《여름 이야기》 : 11.16
- 《사랑한다면 이들처럼》 : 12.17 (성탄 특집)

#### 2002
- 《화투》 : 2.11 (설날 특집)
- 《가족 만들기》 : 9.20 (추석 특집)
- 《그대는 이 세상》 : 11.14 (2부작 창사 특집)

#### 2003
- 《도토리묵》 : 2.1 (설날 특집)
- 《그대는 이 세상》 : 5.8 (어버이날 앙코르)
- 《앙숙》 : 9.11 (추석 특집)
- 《팥쥐 엄마》 : 9.12 (추석 특집)
- 《이별》 : 11.13 (창사 특집)
- 《선택》 : 12.28 (송년 특집)

#### 2004
- 《개밥그릇》 : 1.23 (설날 특집)
- 《네 명의 웬수들》 : 9.27 (추석 특집)
- 《광식의 노래》 : 9.29 (추석 특집)
- 《홍소장의 가을》 : 11.14 (3부작 창사 특집)
- 《홍소장의 가을》 : 11.24 (9시 55분부터 3부작으로 재편성)

#### 2005
- 《내 사랑 토람이》 : 1.7 (신년 특집)
- 《엄마의 전성시대》 : 2.8 (설날 특집)
- 《핑구어리》 : 2.10 (설날 특집)
- 《하노이 신부》 : 9.19 (추석 특집)

#### 2006
- 《내 사랑 달자씨》 : 10.5 (추석 특집)
- 《깜근이 엄마》 : 10.7 (추석 특집)
- 《나의 사랑 클레멘타인》 : 12.25

#### 2007
- 《사랑한다면 이들처럼》 : 3.23

#### 2008
- 《압록강은 흐른다》 : 11.14 (창사 특집드라마)

#### 2009
- 《홍소장의 가을》 : 2.23~24 (앙코르 특집)
- 《은사시나무》 : 3.2~3(앙코르 특집)
- 《그 남자의 나라》 : 4.15 (임시정부 수립 90주년 특집)
- 《천국의 아이들》 : 5.22 (《2009 희망TV - 대한민국이 떴다》의 일환으로 기부 문화와 모금운동의 확산을 위해 제작)
- 《아버지, 당신의 자리》 : 10.5~6 (추석 특집)
- 《아버지의 집》 : 12.28 (연말특집)

### 2010년대

#### 2010
- 《사랑의 기적》 : 5.7 (희망TV 특집)
- 《당신의 천국》 : 9.23 (추석 특집)
- 《초혼》 : 11월 12 (창사 특집)

#### 2011
- 《위대한 선물》 : 9.10 (추석 특집)

#### 2012
- 《널 기억해》 : 1.20 (설날 특집)
- 《가족사진》 : 9.29 (추석 특집)

#### 2013
- 《사건번호 113》 : 5.30 (수목 드라마로 방영)
- 《낯선 사람》 : 11.3

#### 2014
- 《시월의 어느 멋진 날에》 : 2.1~2 (설날 특집)
- 《강구 이야기》 : 3.29~30 (3D 제작 · 방송)
- 《엄마의 선택》 : 10.12

#### 2015
- 《내일을 향해 뛰어라》 : 2.20 (UHD 특집)
- 《인생 추적자 이재구》 : 2.21~22 (UHD 특집)
- 《더 에이스》 : 8.4
- 《나의 판타스틱한 장례식》 : 9.26 (추석 특집)
- 《설련화》 : 11.11
- 《너를 노린다》 : 12.26

#### 2016
- 《퍽》 : 1.1 (신년 특집 UHD)
- 《미스터리 신입생》 : 1.29 (UHD)
- 《영주》 : 2.7 (UHD)
- 《나청렴의원 납치사건》 : 4.13 (UHD)

#### 2018
- 《EXIT》 : 4.30~5.1 (월화 드라마로 방영됨)
- 《맨발의 디바》 : 8.11~12 (토일 드라마로 방영됨)
- 《사의 찬미》 : 11.27~12.4 (월화 드라마로 2회 연속 방영됨)

#### 2019
- 《17세의 조건》 : 8.5~6 (월화 드라마로 방영)

## 네트워크 방송사
- 2011년 10월 10일부터 개칭한 G1의 경우, 방송 당시 GTB 강원민방 명칭을 2011년 10월 9일까지 표기하였다.

| 방송 권역      | 방송사 | 비고            |
| -------------- | ------ | --------------- |
| 수도권         | SBS    | 프로그램 제작국 |
| 부산·경남      | KNN    | 1995년부터 시작 |
| 대구·경북      | TBC    | 1995년부터 시작 |
| 대전·충남·세종 | TJB    | 1995년부터 시작 |
| 광주·전남      | kbc    | 1995년부터 시작 |
| 울산           | ubc    | 1997년부터 시작 |
| 전북           | JTV    | 1997년부터 시작 |
| 충북           | CJB    | 1997년부터 시작 |
| 강원           | G1     | 2001년부터 시작 |
| 제주           | JIBS   | 2002년부터 시작 |

## 같이 보기
| - 동양방송 특집드라마 - 한국방송공사 1TV 특집드라마 - 한국방송공사 2TV 특집드라마 - 문화방송 특집드라마 | - SBS 특집드라마 - JTBC 특집드라마 - MBN 특집드라마 - TV조선 특집드라마 |